# 켄 허치슨
켄 허치슨(Ken Hutchison, 1943년 11월 24일 ~ )은 영국의 배우이다.

## 영화
- 블론드 피스트 (1991년)
- 레이디호크 (1985년)
- 더 빌 (1984년)
- 간디 (1982년)
- 서부 전선 이상 없다 (1979년)
- 스위니 2 (1978년)
- 폭풍의 언덕 (1978년)
- 어둠의 표적 (1971년)
- 줄리어스 시저 (1970년)
- Z 카스 (1962년)